# Ginevra di Scozia
Personnages
- Ginevra, fille du Roi d'Écosse (soprano)
- Ariodante, fiancé à Ginevra (castrat soprano)
- Polinesso, Duc d'Albany (ténor)
- Re di Scozia, Roi d'Écosse (basse)

Ginevra di Scozia est un opéra en deux actes de Simon Mayr d'après un livret italien de Gaetano Rossi, basé sur Ginevra, principessa di Scozia d'Antonio Salvi, qui lui-même s'était inspiré pour son œuvre des chants 5 et 6 d’Orlando furioso de L'Arioste. Ginevra di Scozia est créée le 21 avril 1801, au Regio Teatro Nuovo de Trieste, pour l'inauguration du nouveau théâtre (aujourd'hui Teatro Verdi). L'histoire est pratiquement identique à l’Ariodante de Haendel, qui partage la même source pour le livret.

## Rôles
| Rôle                                                              | voix            | création 21 avril 1801   |
| ----------------------------------------------------------------- | --------------- | ------------------------ |
| Ginevra, fille du Roi d'Écosse                                    | soprano         | Teresa Bertinotti        |
| Ariodante, un prince soldat italien, fiancé à Ginevra             | castrat soprano | Luigi Marchesi           |
| Polinesso, Duc d'Albany, le rival d'Ariodante                     | ténor           | Giacomo David            |
| Dalinda, serviteur de Ginevra, secrètement amoureuse de Polinesso | soprano         | Angiola Pirovani-Bianchi |
| Re di Scozia, Roi d'Écosse                                        | basse           |                          |
| Lurcanio, frère d'Ariodante                                       | ténor           | Gaetano Bianchi          |
| Vafrino, l'écuyerd'Ariodante                                      | ténor           | Pietro Righi             |
| Gran Solitario, un ermite                                         | basse           |                          |

## Enregistrements
- Ginevra di Scozia – enregistrement en direct pour célébrer le 200e anniversaire de la création de l'opéra. Tiziano Severini dirige l'orchestre et le chœur du Teatro Lirico Giuseppe Verdi, avec Élizabeth Vidal (Ginevra) ; Daniela Barcellona (Ariodante) ; Luca Grassi (Il Re di Scozia) (2002, 3CD Opera Rara ORC 23)[2].
- Ginevra di Scozia – George Petrou, chef d'orchestre, Orchestre de la radio de Munich, avec Myrtò Papatanasiu, Anna Bonitatibus, Mario Zeffiri (enregistrement en direct, 14 juin 2013, 3CD Oehms Classics OC960)[3],[4] (OCLC 906564346).

## Sources
- (it) Gherardo Casaglia, Ginevra di Scozia, Almanacco Amadeus, 2005.